# Reichskommissariat Moskowien
El reichskommissariat Moskowien (en ruso: Рейхскомиссариат Московия) fue el régimen de ocupación civil planificado por la Alemania nazi en la Rusia europea durante el transcurso de la Segunda Guerra Mundial. También fue conocido inicialmente como reichskommissariat Russland. 
El jerarca nazi Siegfried Kasche fue el reichskommissar que se propuso para asumir las riendas de la administración, pero debido al fracaso alemán en ocupar los territorios destinados a formar el reichskommissariat, su nombramiento se mantuvo solo en el papel.

## Antecedentes
La Alemania nazi pretendía destruir a Rusia permanentemente, independientemente de si era capitalista, comunista o zarista. La política territorial de Adolf Hitler denominada lebensraum, expresada en el Mein Kampf, era despojar a los habitantes rusos, como sucedió con otros eslavos en Polonia y la mayor parte de Europa del Este, y expulsar a la mayoría de ellos más allá de las montañas de los Urales o exterminarlos por diversos medios. Bajo el Generalplan Ost, el asentamiento colonial alemán debía ser alentado.
A medida que la campaña contra la Unión Soviética avanzaba hacia el este, los territorios ocupados se transferían gradualmente de la administración militar a la civil. La decisión final de Hitler sobre su administración, implicó que los nuevos territorios del este se dividieran en cuatro reichskommissariat para destruir a Rusia como una entidad geográfica al dividirla en tantas partes diferentes como fuera posible. Estas nuevas instituciones debían estar bajo la supervisión nominal del reichsleiter Alfred Rosenberg como jefe del Ministerio del Reich para los Territorios Ocupados del Este. Sin embargo, los líderes de estas provincias, los reichskommissars, serían subordinados directos del propio Hitler y serían responsables ante él. Los territorios conquistados de la mayor parte de Rusia debían convertirse inicialmente en el reichskommissariat Russland (Comisariado del Reich para Rusia) según los planes de Rosenberg, aunque esto luego se cambió a Moskowien (Muscovy), también conocido informalmente como Moskau (Moscú). Se pensaba que estos distritos orientales eran los más sensibles para administrar los territorios conquistados. Como consecuencia, serían gestionados desde las capitales regionales y directamente por el gobierno alemán en Berlín.
Esto nunca se cumplió, ya que los planes del ejército alemán para capturar Moscú y Rusia central en la Operación Tifón fracasaron. Por lo tanto, la transferencia de los territorios conquistados al gobierno civil nazi nunca se completó.

## Plan territorial
La provincia prevista incluía la mayor parte de la Rusia europea entre las montañas de los Urales (así como algunos distritos al este, incluida la ciudad de Sverdlovsk) y sus límites con Finlandia, los estados bálticos, Bielorrusia y Ucrania. Las partes rusas de la región del Cáucaso debían ser controladas por el reichskommissariat Kaukasus, mientras que el resto del sur de Rusia debía integrarse en el reichskommissariat Ukraine para su extensión prevista hacia el este hasta la frontera con Kazajistán. Las partes más pequeñas que fueron excluidas fueron las áreas de Pskov, Smolensk y Leningrado (incluidas en el reichskommissariat Ostland), y Karelia oriental y la península de Kola, que se prometieron a la Finlandia beligerante alemana en 1941 por su contribución a la campaña en el este. Por lo tanto, abarcaría más o menos las mismas tierras que una vez estuvieron bajo el control del Principado de Moscú. Su territorio final sería limitado al oeste por el reichskommissariat Ostland y la frontera con Finlandia, al norte por el Océano Ártico, al este por los Montes Urales y el Río Ural, y al sur por el reichskommissariat Ukraine ampliado masivamente.
Las subdivisiones administrativas planificadas de la provincia se basaban principalmente en los límites de los oblasts rusos preexistentes, y se suponía que estaban asentadas en Leningrado, Gorki, Tula, Moscú, Kazan, Kirov, Molotov y Ufá. La capital administrativa fue propuesta tentativamente como Moscú, el centro histórico y político del estado ruso. Cuando los ejércitos alemanes se acercaban a la capital soviética en la Operación Tifón en otoño de 1941, Hitler determinó que Moscú, como Leningrado y Kiev, sería destruida y sus 4 millones de habitantes muertos, para destruirla como un posible centro de resistencia bolchevique. Para este propósito, Moscú sería cubierta por un gran lago artificial que la sumergiría permanentemente, al abrir las compuertas del Canal Moscú-Volga. Durante el avance en Moscú, Otto Skorzeny recibió la tarea de capturar estas estructuras de la presa.
Durante una conferencia el 16 de julio de 1941, Hitler manifestó sus deseos personales sobre la división de los territorios del este que pertenecerían a Alemania. La península de Crimea, junto con un gran territorio interior al norte que abarcaba gran parte del sur de Ucrania debía ser "despejada" de todos los extranjeros existentes y poblada exclusivamente por alemanes (como en las propuestas de las Schutzstaffel respecto a los Wehrbauer) convirtiéndose en territorio del Reich. La antigua parte austríaca de Galitzia debía tratarse de manera similar. Además, los estados bálticos, la "colonia Volga" y el distrito de Bakú (como una concesión militar) también deberían ser anexados al Reich.
Al principio, los planes habían fijado como límite oriental la "Línea A-A", un límite nocional que se extendía a lo largo del río Volga entre las dos ciudades de Arcángel y Astracán. Dado que se esperaba mucho antes de la operación, que la Unión Soviética probablemente no fuera derrotada totalmente por medios militares, incluso estando reducida a un pequeño estado, se realizarían bombardeos aéreos - a pesar de la casi falta total de una estrategia por parte de la Luftwaffe - contra los centros industriales enemigos restantes más al este.

## Liderazgo político
Rosenberg había propuesto inicialmente a Erich Koch, notorio incluso entre los nazis como un líder particularmente brutal, como reichskommissar de la provincia el 7 de abril de 1941.
"Esta ocupación tendrá un carácter completamente diferente al de las provincias del Mar Báltico, en Ucrania y en el Cáucaso. Estará orientada a la opresión de cualquier resistencia rusa o bolchevique y [sic] requiere una actitud absolutamente despiadada. No solo por parte de la representación militar sino también por el potencial liderazgo político. Las tareas resultantes no necesitan ser registradas."
-Alfred Rosenberg, 7 de abril de 1941.
Koch rechazó su nominación en junio de ese año porque era, como él lo describió, "completamente negativo", y más tarde se le dio el control del reichskommissariat Ukraine. Hitler propuso a Wilhelm Kube como alternativa, pero esto fue rechazado después de que Hermann Göring y Rosenberg lo consideraran demasiado viejo para el puesto (Kube estaba en su cincuentena) y, en cambio, lo asignó a Bielorrusia. En su lugar, se seleccionó al SA-Obergruppenführer Siegfried Kasche, el enviado alemán en Zagreb. El senador de Hamburgo y general de las SA Wilhelm von Allwörden se promovió a sí mismo para ser nombrado Comisario de Asuntos Económicos para el área de Moscú. Heinrich Himmler se opuso a la nominación de Kasche, ya que consideraba que el historial de Kasche era un problema y lo describía a Rosenberg como "un hombre de la mesa, en ningún caso enérgico o fuerte, y un enemigo abierto de las SS".
Erich von dem Bach-Zelewski se convertiría en SS- und Polizeiführer de la región, y ya estaba asignado al Grupo de Ejércitos Centro como HSSPF-Russland-Mitte (Rusia Central) para este fin. Odilo Globocnik, entonces líder de las SS y la policía en Lublin, encabezaría el Generalkommissariat Sverdlovsk, el distrito más oriental de Moscú. Rosenberg sugirió a Wolf Heinrich Graf Helldorf como Hauptkommissar del distrito de Yaroslavl.